# 45690 Janiradebaugh
45690 Janiradebaugh è un asteroide della fascia principale. Scoperto nel 2000, presenta un'orbita caratterizzata da un semiasse maggiore pari a 2,609444 UA e da un'eccentricità di 0,188859, inclinata di 12,190672° rispetto all'eclittica. Ha un diametro di 4,178 km.